# Расплавленное тело
«Расплавленное тело» (англ. Body Melt) — австралийский фильм ужасов 1993 года выпуска, снятый Филипом Брофи.
Слоган фильма: «Первая фаза галлюциногенная… вторая фаза железистая… и третья фаза… РАСПЛАВЛЕННОЕ ТЕЛО».

## Сюжет
Фильм ужасов об испытаниях неизвестного препарата в одном из небольших австралийских городов. Испытуемые стали обычные жители, которые не знают о его действии и умирают страшными смертями.

## Восприятие
Фильм был отмечен тремя номинациями на премию AACTA (лучший монтаж, лучший звук и лучший дизайн костюмов).
Журнал TimeOut отмечал: «Несмотря на вызывающие рвоту сцены — взрывающиеся желудки, вытягивающиеся языки и т. д. — этот язвительный дебютный фильм на самом деле не столько развлекательный, сколько потребительская сатира». Критик Bloody Disgusting Крис Коффел также пишет о сатирической направленности сюжета: «Фильм — сатира на чрезвычайно здоровый образ жизни. Он как бы высмеивает такие вещи, как магазины GNC и людей, которые там покупают».